# Monika Guszkowska
Monika Joanna Guszkowska – polska psycholog, profesor nauk o kulturze fizycznej, nauczyciel akademicki Akademii Wychowania Fizycznego Józefa Piłsudskiego w Warszawie, prorektor do spraw badań naukowych i wdrożeń tej uczelni.

## Życiorys
W 1985 ukończyła studia psychologiczne w Uniwersytecie Warszawskim. W 1995 na Wydziale Wychowania Fizycznego AWF w Warszawie na podstawie rozprawy pt. Przystosowanie społeczne młodzieży a jej wiedza i postawy wobec dopingu w sporcie uzyskała  stopień doktora nauk o kulturze fizycznej w dyscyplinie kultura fizyczna specjalność:psychologia sportu. Tam też w 2005 na podstawie dorobku naukowego oraz rozprawy pt. Aktywność ruchowa a przebieg transakcji stresowej u młodzieży uzyskała stopień doktora habilitowanego nauk o kulturze fizycznej. W 2015 prezydent RP nadał jej tytuł naukowy profesora nauk o kulturze fizycznej. Została prorektorem do spraw badań naukowych i wdrożeń AWF oraz profesorem nadzwyczajnym w Wydziale Rehabilitacji tej uczelni.